# Vito Kovačić
Vito Kovačić (* 3. Mai 2005) ist ein kroatischer Leichtathlet, der im Sprint und im Weitsprung an den Start geht.

## Sportliche Laufbahn
Erste internationale Erfahrungen sammelte Vito Kovačić im Jahr 2021, als er bei den U18-Balkan-Meisterschaften in Kraljevo mit 6,30 m auf dem 15. Platz im Weitsprung landete und mit der kroatischen 4-mal-100-Meter-Staffel in 43,35 s den sechsten Platz belegte. Im Jahr darauf gewann er bei den U18-Balkan-Meisterschaften in Bar mit 7,15 m die Bronzemedaille im Weitsprung und siegte mit der Staffel in 42,03 s. Anschließend belegte er bei den U18-Europameisterschaften in Jerusalem mit 7,28 m den siebten Platz und 2023 erreichte er bei der 2. Liga der Team-Europameisterschaft im Rahmen der Europaspiele in Chorzów mit der Staffel in 41,40 s den siebten Platz im B-Lauf. Im Jahr darauf siegte er mit 7,50 m im Weitsprung bei den U20-Balkan-Hallenmeisterschaften in Belgrad. Anschließend gelangte er bei den Balkan-Hallenmeisterschaften in Istanbul mit 7,23 m auf den zehnten Platz im Weitsprung und gewann mit der 4-mal-400-Meter-Staffel in 3:23,69 min die Silbermedaille hinter dem türkischen Team. 2025 erreichte er bei den Balkan-Hallenmeisterschaften in Belgrad mit 7,05 m auf den zwölften Platz im Weitsprung.
2023 wurde Kovačić kroatischer Meister in der 4-mal-200-Meter-Staffel im Freien sowie 2024 in der 4-mal-400-Meter-Staffel. In der Halle siegte er 2023 in der 4-mal-200- und 2023 und 2024 4-mal-400-Meter-Staffel.